# 机场东站 (广州)
机场东站是广州地铁22号线北延段（芳白城际）的一个车站，位于中国广东省广州市白云区人和镇广州白云国际机场三号航站楼地面交通中心，为地下二层岛式车站。

## 历史
2023年7月，芳白城际首批双盾构分别于芳村站站后盾构井和人和站至本站右线区间盾构井始发，标志着该线路建设正式进入盾构施工阶段。2024年11月9日，白云机场T3预留工程芳白城际铁路隧道全部贯通。